# Savitri : Une Légende et un Symbole

Savitri : Une Légende et un Symbole est l'œuvre poétique principale de Sri Aurobindo, composée en près de 24000 vers en vers blancs. Il est basé sur la légende de Savitri et Satyavan dans le Mahabharata, à laquelle Sri Aurobindo a donné une signification symbolique. Dans son poème épique, il traite de nombreux sujets spirituels et décrit les expériences transformatrices profondes d'humains aspirants sur leur chemin vers un stade d'évolution supérieur.

## Origines
Sri Aurobindo a composé son poème sur une longue période de temps. Il travaille d'abord sur le récit de Savitri en tant que tel, dont le premier manuscrit remonte à 1916. Vers 1930, il commence à en faire une épopée avec une portée plus large et un sens plus profond. C'est maintenant devenu son œuvre littéraire majeure et il a continué à l'élargir et à la perfectionner jusqu'à ses derniers jours. En 1946, certains Cantos ont commencé à paraître dans l'Ashram de Sri Aurobindo, et en 1950 la première partie de la première édition a été publiée. Les parties restantes ont été sorties l'année suivante, après le décès de Sri Aurobindo.
Le disciple et secrétaire de Sri Aurobindo, le médecin Nirodbaran, donne un récit détaillé de la genèse de Savitri dans son titre Twelve Years with Sri Aurobindo. Il décrit le travail infatigable de son maître sur l'épopée et rapporte qu'il y avait « de nombreuses versions, beaucoup de révisions, d'ajouts, de suppressions, de corrections à partir desquelles la version finale a été faite «. Se référant à une lettre de Sri Aurobindo, Nirodbaran mentionne également qu'il a utilisé Savitri comme "un moyen d'ascension" en enregistrant ses expériences personnelles qui se sont développées et ont abouti à toutes ces révisions.

## Contenu
La légende sous-jacente de Savitri et Satyavan est racontée dans le Mahabharata où elle a une longueur de 300 versets. Reprenant cet épisode relativement court, Sri Aurobindo le développe en un poème épique de près de 24000 vers avec 12 Livres et 49 Cantos. Ainsi, l'histoire originale de la fidélité conjugale se transforme en une saga de la libération humaine de l'Ignorance, de l'Inconscience et de la Mort par la grâce divine descendant sur Terre sous la forme de Savitri. Essentiellement, Sri Aurobindo décrit ici sa propre odyssée spirituelle et ses efforts pour atteindre un nouveau stade « supramental » d'évolution.
Ce faisant, il fait référence à un grand nombre de sujets dans les domaines de l'histoire, de la géographie, des sciences, de la poésie et de la philosophie ou traite de l'origine de l'univers et des humains. De plus, il traite toutes sortes de pratiques yogiques et notamment la voie du yoga intégral. Alors que la première partie (Livres I-III) se concentre principalement sur le yoga du roi Aswapati (le père de Savitri), les deuxième et troisième parties traitent plus particulièrement de la rencontre de Savitri et Satyavan, de leur amour psychique profond et de la bataille de Savitri avec Yama, le dieu de la mort, quand il vient prendre l'âme de Satyavan et fait face à sa résistance indomptable.

## Mètre et inspiration
Sri Aurobindo a écrit son poème épique en vers blanc, qui est un mètre très souple permettant de multiples variations de cadence et de rythme. Mais K.D. Sethna, poète et disciple de Sri Aurobindo, note que la liberté de ce mètre « ne coupe aucun zigzag moderniste d'irrégularité ». Sri Aurobindo rejetterait toute sorte de vers libres sans rythme sous-jacent et unificateur. Il explique en outre que  Savitri  adopte, avec quelques adaptations, la ligne iambique de cinq pieds de vers blancs anglais comme le moyen le plus approprié et le plus plastique pour ce type spécifique d'inspiration. Il ajoute que des blocs de texte indépendants avec une sorte de structure autosuffisante sont caractéristiques du style de Sri Aurobindo, et ses vers ont leur sonorité particulière et leur force mantrique parce qu'il écrit depuis les soi-disant «Overhead planes», c'est-à-dire dire des plans au-delà du mental.

## Littérature

### Èditions indiennes
Le texte original de Sri Aurobindo a été publié en vol. 33 et 34 des Complete Works of Sri Aurobindo (CWSA) ainsi que diverses éditions en un volume :
- Sri Aurobindo, Savitri. A Legend and a Symbol. Pondicherry, Sri Aurobindo Ashram 1997

### Traductions françaises
- Sri Aurobindo, Savitri. Passages traduits par la Mère. Pondicherry, Sri Aurobindo Ashram

### Littérature secondaire
- M.P. Pandit (2000), Introducing Savitri, Dipti Publications, Pondicherry
- Mangesh V. Nadkarni (2012), Savitri. The Golden Bridge, the Wonderful Fire. An Introduction to Sri Aurobindo’s epic. Savitri Bhavan, Auroville
- K.D. Sethna (2008), The Poetic Genius of Sri Aurobindo, Clear Ray Trust, Puducherry
- Nirodbaran (1973), Twelve Years with Sri Aurobindo, Pondicherry, Sri Aurobindo Ashram